# Shiva und die Galgenblume (unvollendeter Film)
Shiva und die Galgenblume gilt als eine der letzten Produktionen der NS-Filmindustrie. Die Produktion des Thrillers nach einem 1943 veröffentlichten Kriminalroman von Hans Rudolf Berndorff wurde 1945 in den Barrandov-Studios in Prag begonnen und wegen des Einmarschs der Roten Armee nicht fertiggestellt. Die Hauptrolle des Kriminalrats Dongen ist mit Hans Albers besetzt. Es ist die letzte Regiearbeit von Hans Steinhoff, der ums Leben kam, als sein Flugzeug bei dem Versuch, aus dem belagerten Berlin zu fliehen, abgeschossen wurde.

## Handlung
Im Mittelpunkt der Handlung des Thrillers steht Kriminalrat Dongen, genannt Shiva, der einen russischen Maler als Geldfälscher entlarvt. Der Künstler, der besessen von seiner Arbeit ist, hatte unbewusst ein Motiv seines Bildes „Mann am Galgen“ auf die Druckplatten geätzt, mit denen er sein Falschgeld herstellte. Dongens Ermittlungsarbeit führt dazu, dass der Mann am Galgen endet. 

## Produktion
Nach der Zerstörung deutscher Filmateliers und der Bedrohung durch Bombenangriffe auf Deutschland zog ein großer Teil der von der nationalsozialistischen Regierung als wichtig erachteten deutschen Filmschaffenden nach Prag. Die dort noch funktionierenden und gut ausgestatteten Filmproduktionsstätten wurden von der neu geschaffenen Produktionsfirma Prag-Film für die Produktion von deutschen Spielfilmen genutzt. Hans Steinhoff wurde mit der Verfilmung des Kriminalromans von Hans Rudolf Berndorff beauftragt. Die am 6. Januar 1945 begonnenen Dreharbeiten des mit einem Etat von 2,3 Millionen Reichsmark versehenen Films wurden infolge tschechischer Aufstände nicht beendet.
Die Besetzungsliste des Filmes liest sich „bis in die kleinste Nebenrolle wie ein Gotha deutscher Filmberühmtheiten“, da auch Starschauspieler Nebenrollen annahmen, um in der damals als vergleichsweise sicher geltenden Stadt Prag arbeiten zu dürfen. Für die Filmbauten des Originalfilms von 1945 war Julius von Borsody verantwortlich.
Nach der Wiedervereinigung wurden im Filmarchiv der DDR dreizehn Rollen Film und acht Rollen Ton wiedergefunden. Dieses Material war Ausgangspunkt für den Dokumentarfilm Shiva und die Galgenblume (1993) über diesen letzten Film des Dritten Reiches.